# مالخووو (شهرستان سواونو)
مالخووو (به لاتین: Malechowo) یک روستا در لهستان است که در گمینا مالخووو واقع شده‌است. مالخووو ۵۸۹ نفر جمعیت دارد.